# Croix de cimetière de Pagny-la-Ville
La croix de cimetière de Pagny-la-Ville est une croix monumentale située sur le territoire de la commune de Pagny-la-Ville, en France.

## Localisation
La croix est située en face de l'église Saint-Léger de Pagny-la-Ville, dans le cimetière, dans le département de la Côte-d'Or, en région Bourgogne-Franche-Comté, en France.

## Historique
La croix, du XVe siècle et restaurée au XIXe siècle, est classée au titre des monuments historiques par arrêté du 22 avril 1891.

## Description
Faite en pierres et d'une hauteur de 13 mètres, la croix présente un certaine originalité : un piédestal de forme cylindrique agrémenté d'une hélice double. Ce piédestal est surmonté d'un cône, également torsadé et sur ce cône, un fût octogonal assez mince est, lui aussi, nervuré. L'ensemble est surmonté d'une croix simple. Au niveau de la jonction entre le cône du piédestal et du fût, se trouve une console représentant un personnage agenouillé, possiblement Marie-Madeleine, la tête tournée vers la croix en hauteur,. Quelques décors de feuillages et fruits agrémentent l'ensemble[réf. nécessaire].

## Galerie

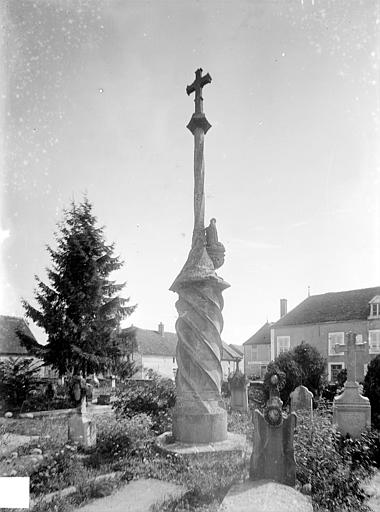
La croix en 1919
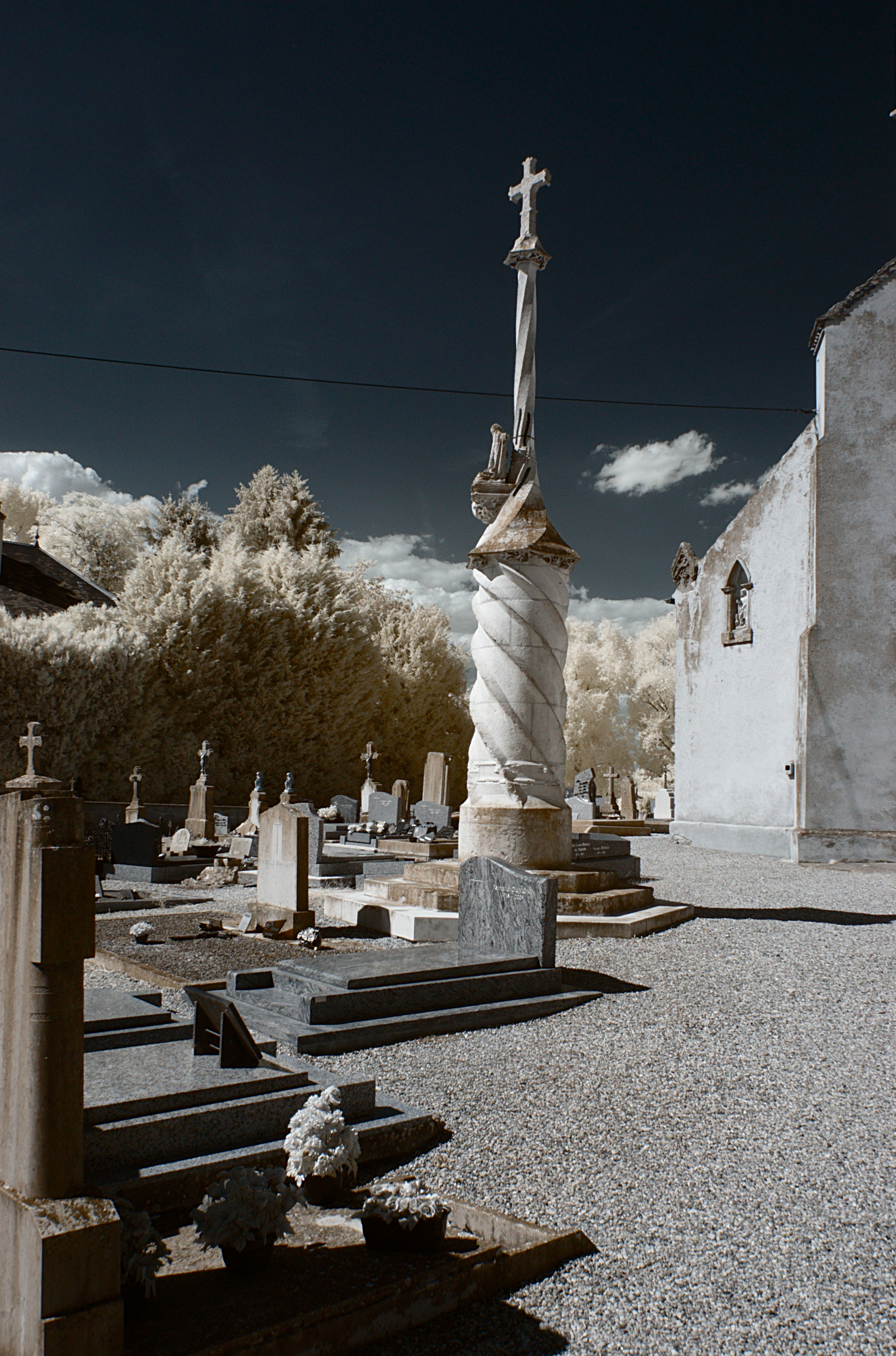